# Порос (приток Оби)

Порос — река в России, протекает в Новосибирской области. Устье реки находится в 2882 км по правому берегу реки Обь. Длина реки составляет 56 км, площадь водосборного бассейна 545 км².

## Притоки
- Караус
- Ельцовка
- Крутишка
- Сосновка
- 21 км: Чесноковка
- Скакальная
- 27 км: Крутелька
- 30 км: Скороходиха
- 41 км: Поросик
- Грязнушка
- Большая Пузыриха

## Данные водного реестра
По данным государственного водного реестра России относится к Верхнеобскому бассейновому округу, водохозяйственный участок реки — Обь от Новосибирского гидроузла до впадения реки Чулым, без рек Иня и Томь, речной подбассейн реки — бассейны притоков (Верхней) Оби до впадения Томи. Речной бассейн реки — (Верхняя) Обь до впадения Иртыша.